# Sulm (Neckar)

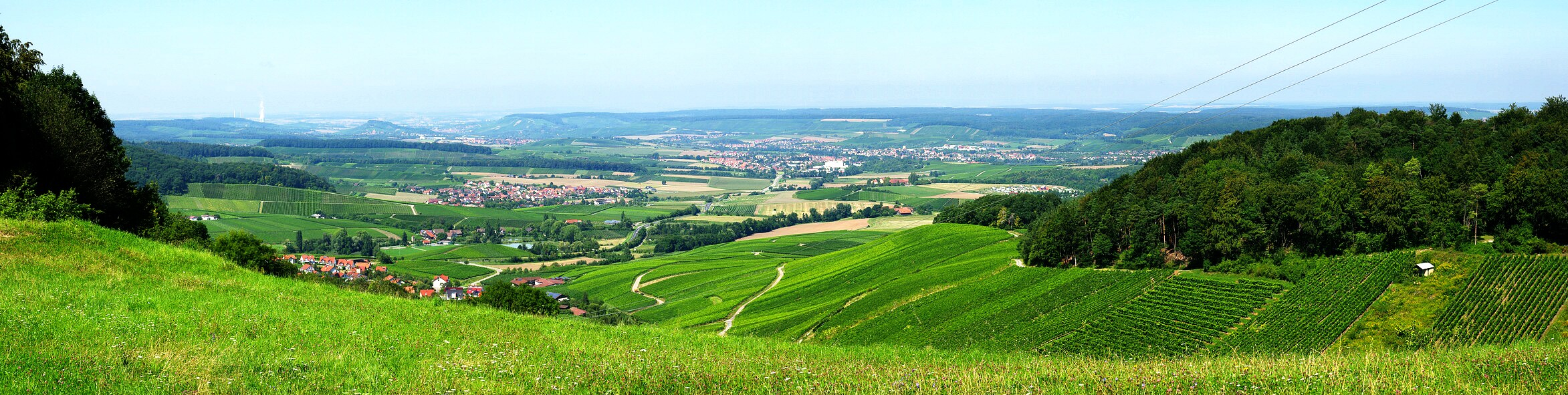
Sulmtal von Löwenstein aus gesehen

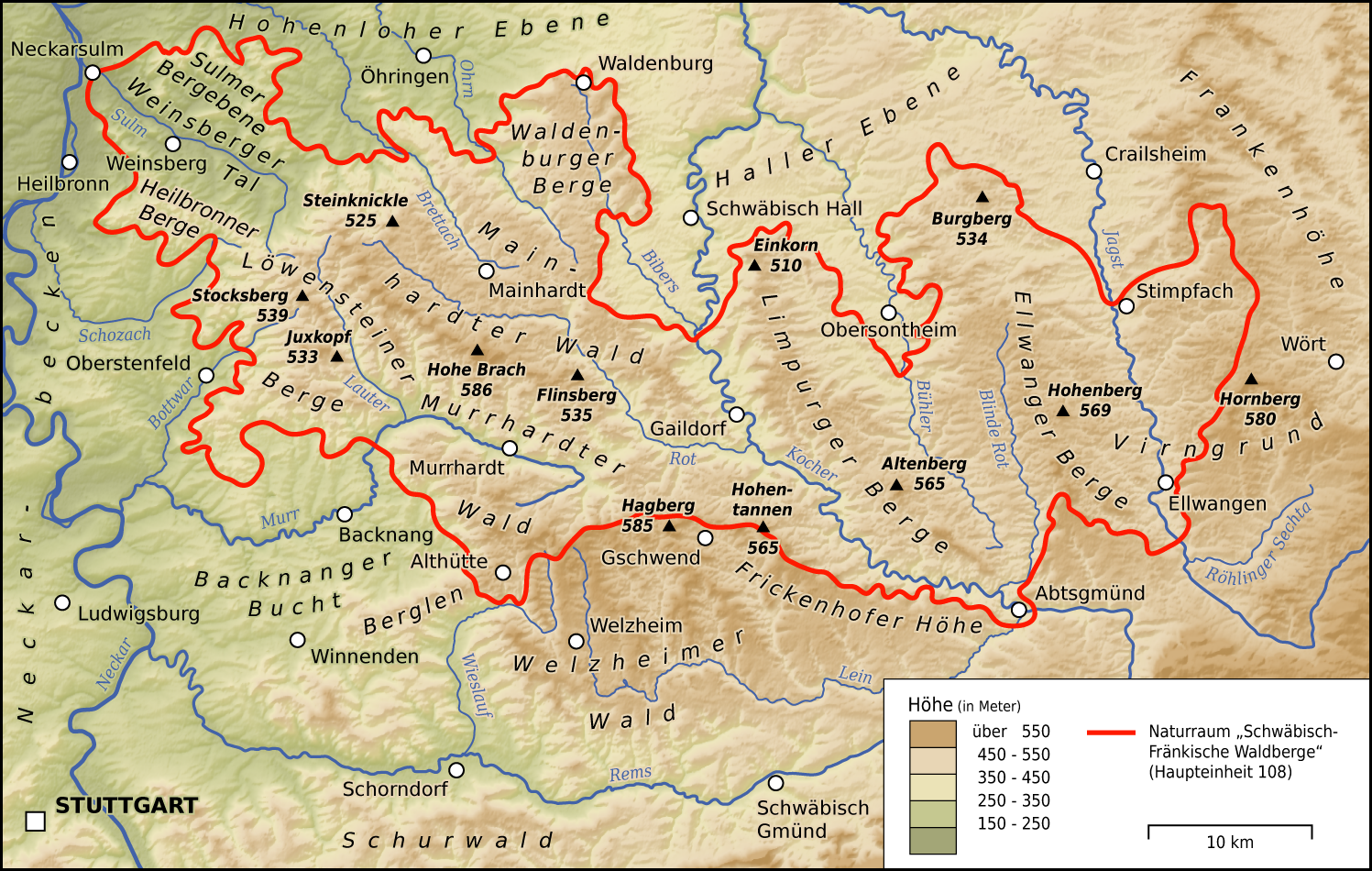
Die Sulm im Weinsberger Tal im Nordwesten der Schwäbisch-Fränkischen Waldberge

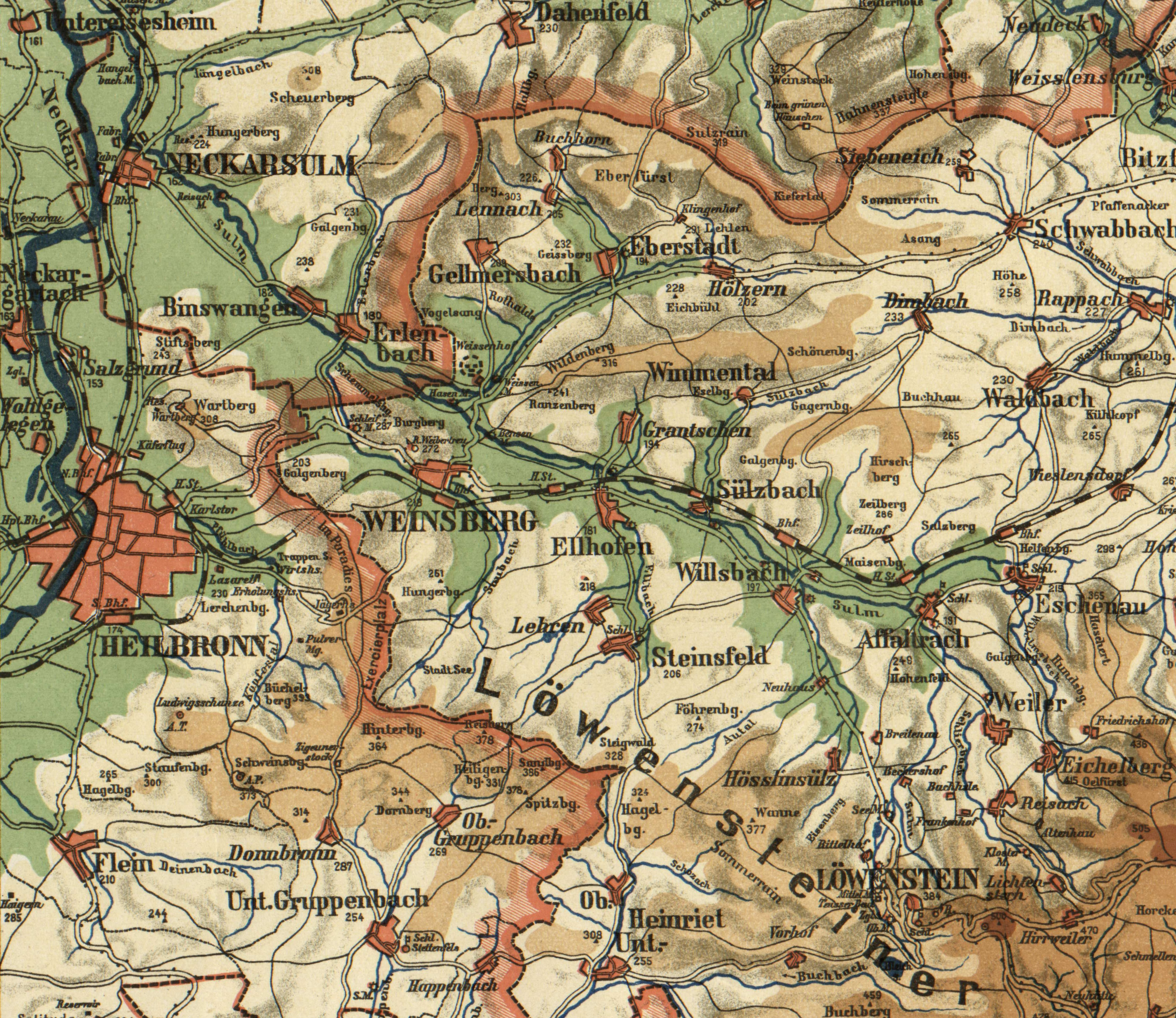
Die Sulm und ihre Zuflüsse im Jahr 1923

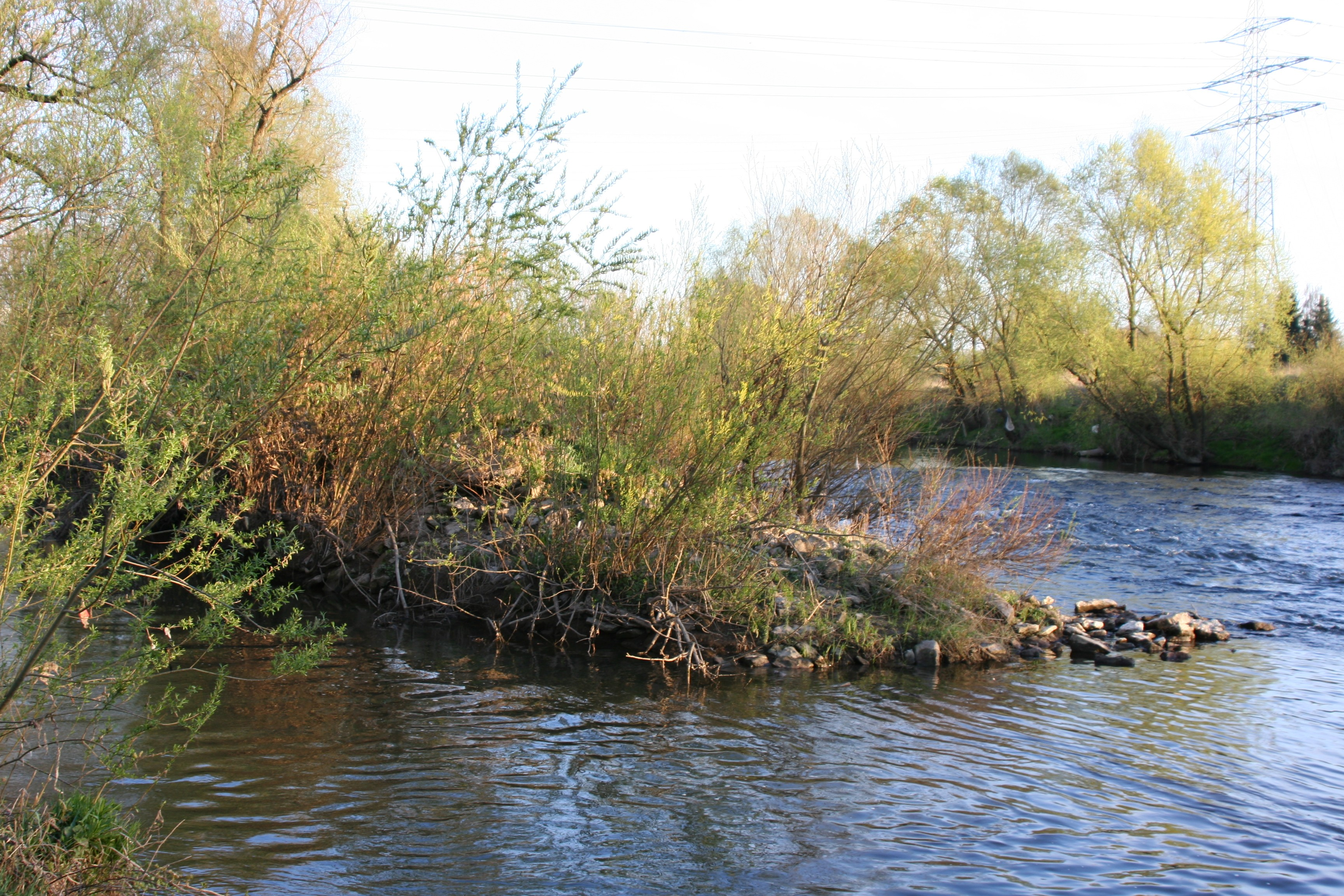
Mündung der Sulm (links) in den Neckar

Die Sulm ist ein nicht schiffbarer rechter Nebenfluss des Neckars im Landkreis Heilbronn in Baden-Württemberg. Sie entspringt in den Löwensteiner Bergen und mündet nach gut 25 km etwa nordwestlichen Laufs etwas mehr als 315 Höhenmeter unterhalb ihres Ursprungs an der Grenze der Gemeinde Untereisesheim zur Stadt Bad Friedrichshall in den Neckar. Ab Neckarsulm fließt sie seit den 1970er Jahren über 2 km lang unterirdisch in Dolen.
Für das Tal der Sulm mitsamt seinen Nebentälern ist als zusammenfassende Bezeichnung auch der Name Weinsberger Tal üblich, nach dem wichtigsten Ort Weinsberg darin. Nach dem Fluss wurde der mittelalterliche Sulmgau benannt.

## Geographie

### Ursprung
Die Sulm entspringt südlich der Stadt Löwenstein am Rand der Löwensteiner Berge. Als Ursprung kommen verschiedene Bäche in Frage, die je nach Interpretation entweder als Quellbäche oder als Zuflüsse anzusehen sind. Im Löwensteiner Gewann Sauklinge entspringen unweit der Klinik Löwenstein und der Landesstraße 1066 auf etwa 460 m ü. NHN drei dieser Bäche, die bald vereint westwärts fließen. Dieser Bach wird manchmal ebenfalls als Sauklinge bezeichnet. Etwas weiter bachabwärts, wo ein Waldweg den Bach überquert, ist ein Hinweisschild zum angeblichen Ursprung der Sulm an dieser Stelle zu finden. Nach einem weiteren Zufluss im Gewann Schlagweiler trifft der Bach weiter westlich, unmittelbar südöstlich der Landesstraße 1111 (Vorhofer Straße), auf einen weiteren Zufluss, über den der künstlich aufgestaute Bleichsee im Süden auf der Geländeterrasse der Kirschenebene entwässert.
Der Bleichsee liegt auf der Wasserscheide zwischen Sulm und Schozach und wird mit Dämmen in beide Richtungen gehalten. Er wird unter anderem mit Wasser gespeist, das durch einen alten Mühlgraben aus dem weiter östlich auf 465 m über NN entspringenden Buchbach fortgeleitet wird. Ohne diesen Eingriff flösse es der Schozach zu; so gelangt es aber in den Bleichsee und von diesem in die Sulm. Je nach verwendeter (Literatur-)Quelle wird auch das kurze Stück des Bleichsee-Abflusses oder sogar der ganze obere Buchbach einschließlich des Mühlgrabens zum Bleichsee als Sulm angesehen, die in diesem Fall eine Gesamtlänge von 26,3 km erreicht (mit Ursprung in der Sauklinge nur 25,5 km).

### Verlauf
Unstrittig ist der Name Sulm auf jeden Fall ab dem Zusammenfluss der beiden Bäche aus der Sauklinge und aus dem Bleichsee unmittelbar an der L 1111. Von dort ab fließt die Sulm, auf einem kurzen Stück unter dem Gelände des Mineralwasser-Abfüllers Teusser verdolt (also unterirdisch), am Rande des Löwensteiner Stadtteils Teusserbad und am 1623 erbauten Wasserschloss Lautereck vorbei nach Norden, dann östlich vorbei am Löwensteiner Ortsteil Rittelhof. Bei der Seemühle südlich der B 39, einer von ursprünglich drei Löwensteiner Mühlen, speist sie einen Mühlsee. Nach Unterquerung der B 39 ist sie unweit des Gehöfts Beckershof aus Gründen des Hochwasserschutzes auf ca. 222 m ü. NHN zum 39,9 ha großen künstlichen Breitenauer See aufgestaut, der mit seinem größeren Teil schon auf Obersulmer Gemarkung liegt und in den Jahren 1975 bis 1980 erbaut wurde. Nordwestlich von Obersulm-Weiler verlässt sie ihn unterhalb des Seedamms wieder. Das alte Sulm-Bett wird unmittelbar unterhalb des Damms zunächst nur von Quellen und Entwässerungseinleitungen gespeist. Das aus dem Breitenauer See abfließende Wasser dagegen wird in einer Dole unterirdisch bis nördlich der Straße Weiler–Affaltrach geführt, fließt dann wenige Dutzend Meter in einem erhaltenen Teil des alten Mühlgrabens der Affaltracher Mühle und trifft schließlich auf den Sulm-Zufluss Schlierbach, der wenige Meter weiter in die Sulm selbst mündet. Die Sulm wendet sich dann nach Westnordwesten und fließt durch die Obersulmer Ortsteile Affaltrach, Willsbach und Sülzbach. Sülzbach liegt am rechten Ufer. Das folgende Ellhofen dagegen berührt sie an dessen Nordostrand, unterquert hierbei die Bahnstrecke Crailsheim–Heilbronn und fließt dann konstant weiter nach Nordwesten auf Weinsberger Gebiet ein, aber nicht durch die Stadt Weinsberg selbst.
Gleich anfangs wird sie hier mitten durch das Weinsberger Autobahnkreuz geführt, in dem sich die A 6 und die A 81 schneiden. An dieser Stelle stand bis 1971 die Weinsberger Benzenmühle, die dem Autobahnbau weichen musste. Erhalten geblieben ist dagegen die nach der Unterquerung des Autobahnkreuzes am Gewässer stehende Hasenmühle. Schon auf Erlenbacher Gemarkung, aber noch östlich dieses Ortes, befindet sich nach dem Zufluss des Weißenhofbaches die Staumauer eines Hochwasserrückhaltebeckens.
Am Rand von Erlenbach und dessen Ortsteil Binswangen links vorbei fließt die Sulm weiter nach Nordwesten in Richtung Neckarsulm. Dort quert der Damm eines weiteren Hochwasserrückhaltebeckens den einen halben Kilometer breiten Talgrund. Ab der Stadtgrenze fließt die Sulm begradigt in einem Parkgelände, dem 1975 angelegten Sulmtalpark. Früher standen ihrem Lauf entlang auf Neckarsulmer Gebiet einige Mühlen. Die gleich an der Stadtgrenze gelegene Nähermühle wurde 1988 abgebrochen. Ab hier schlug die Sulm früher einen weiten Bogen nach erst Norden und dann Westen durch das Werksgelände der NSU Motorenwerke. Nach zwei Hochwassern im Jahre 1970 wurde der Fluss 1973 bis 1975 verdolt. Er läuft seitdem über 2,6 km unterirdisch und trifft im Norden der Neckarsulmer Gemarkung, an der Grenze zu Bad Friedrichshall, auf den (in diesem Abschnitt) 1925 fertiggestellten Neckarkanal. Dort wird die Sulm gleich im Anschluss unter dem Kanal hindurchgeführt; kurz zuvor ist sie in einem Wartungsbauwerk noch einmal mehrere Meter tiefer zu sehen.
Auf der Westseite des Neckarkanals kommt sie auf der „Insel“ zwischen Kanal und Altneckar wieder zum Vorschein, fließt hier noch etwa 250 m unmittelbar nördlich der Grenze zwischen Bad Friedrichshall und Untereisesheim auf Bad Friedrichshaller Gebiet und mündet dann gegenüber dem südlichen Untereisesheim auf 148 m ü. NHN in den Neckar.
Die Sulm mündet damit nach einem 26,3 km langen Lauf ab dem Ursprung des Buchbachs mit mittlerem Sohlgefälle von 12 ‰ etwa 316 Höhenmeter tiefer. Nach Gewässertypologie ist sie ein feinmaterialreicher karbonatischer Mittelgebirgsbach.

### Einzugsgebiet
Das Wassereinzugsgebiet der Sulm umfasst rund 122 km². Es erstreckt sich von einer kleinen Waldkuppe im Hummelsbühl auf 483,5 m ü. NHN über den Quellen des Buchbachs in nordwestlicher Richtung etwa 20 km weit bis zur Mündung; quer dazu erreicht es eine maximale Breite von etwa 10 km. Ihre Quellen liegen in naturräumlicher Betrachtung eben noch im Unterraum Südwestliche Löwensteiner Berge der Löwensteiner Berge. Bei Löwenstein tritt sie dann in den Unterraum Weinsberger Tal ein, in dem sie den überwiegenden Teil ihres Weges durchläuft. Ihr letzter, erst in Neckarsulm beginnender Abschnitt liegt dann im Unterraum Heilbronn-Wimpfener Tal des Nachbar-Naturraums Heilbronner Bucht.
Es wird eingegrenzt durch eine kurze Wasserscheide zum untersten Kocher ganz im Norden, eine sehr lange nordöstliche gegen dessen großen Unterlaufzufluss Brettach, eine sehr kurze südöstliche zur Murr und zwei mittellange erst zur Schozach im Südsüdwesten, dann zum alle diese entwässernden Neckar im Westsüdwesten und Westen, wo jenseits die Großstadt Heilbronn im Neckarbecken liegt.
Der höchste Punkt liegt auf rund 515 m ü. NHN an der Wasserscheide zum Brettach-Zufluss Bernbach auf einer namenlosen kleinen flachen Waldkuppe zwischen der B 39 und dem Hohlen Stein.
Die Sulm hat auf großem Maßstab zwei Abschnitte verschiedener Laufrichtung, den ersten nordwärts bis Obersulm-Affaltrach, hier hat sie nur anfangs in den Berghöhen um Löwenstein nicht ganz kleine Oberläufe und Zuflüsse und dann zuletzt in Affaltrach an ihrem Nordwestknick die größeren rechten von Schlierbach und Michelbach. Auf dem folgenden, doppelt so langen Unterlaufabschnitt münden ihr dann regelmäßig Nebenflüsse einiger Größe zu, darunter ihre zwei größten, der rechte Eberbach und der linke Stadtseebach.

### Zuflüsse
Liste der Zuflüsse vom Ursprung zur Mündung. Gewässerlänge und Einzugsgebiet übernommen bzw. (mit „ca.“) abgemessen nach den entsprechenden Layern auf der Onlinekarte der LUBW. Andere Quellen für die Angaben sind vermerkt.
| - Buchbach/Mühlgrabenbach (linker Quellbach, 2,4 km und ca. 1,0 km²) - (Bach aus der Sauklinge) (rechter Quellbach, 1,7 km und ca. 0,9 km²) - Tiefenklingenbach (rechts, Löwenstein, 0,7 km und ca. 0,5 km²) - (Bach aus der Offelsklinge) (rechts, Löwenstein-Seemühle, 2,0 km und ca. 1,3 km²) - Durchfließt den Breitenauer See, 47 ha - Schlierbach (rechts, Obersulm-Affaltrach, 6,3 km und 6,2 km²) - Michelbach (rechts, Affaltrach, 7,3 km mit längerem Oberlauf Wilhelmsbach und 9,3 km²) - (Bach durch die Meisenbergwiesen) (rechts, 0,7 km und ca. 0,3 km²) - Hambach (links, Obersulm-Willsbach, 4,8 km mit linkem Oberlauf Hößlinsülzer Bach und 9,2 km²) - Seebächle (rechts, Willsbach, 3,2 km und 3,4 km²) - Mäusebach (links, Willsbach, 1,5 km und ca. 1,1 km²) - (Bach aus dem Judengraben) (links, Willsbach, ca. 1,1 km und ca. 0,4 km²) - Sülzbach (rechts, Obersulm-Sülzbach, 3,8 km und 4,7 km²) - Ellbach (links, Ellhofen, 5,5 km mit rechtem Oberlauf Lauchbach und 8,4 km²) - Wetterischbach (rechts, Ellhofen, 1,3 km und ca. 2,1 km²) - Eberbach (rechts, Erlenbach, 7,0 km und 18,6 km²) - Stadtseebach (links, Erlenbach, 7,6 km und 13,3 km²) - Erlenbach (rechts, Erlenbach, 3,8 km und 5,3 km²) - Pfühlbach (rechts, Neckarsulm-Reisachmühle, 1,4 km und ca. 1,9 km²) - Hängelbach (rechts, Neckarsulm, 2,4 km und 2,8 km²) - Amorbach (rechts, Neckarsulm, 3,0 km und 1,6 km²) - Attichsbach (rechts, Neckarsulm, 6,7 km und 4,6 km²) |

## Geschichte

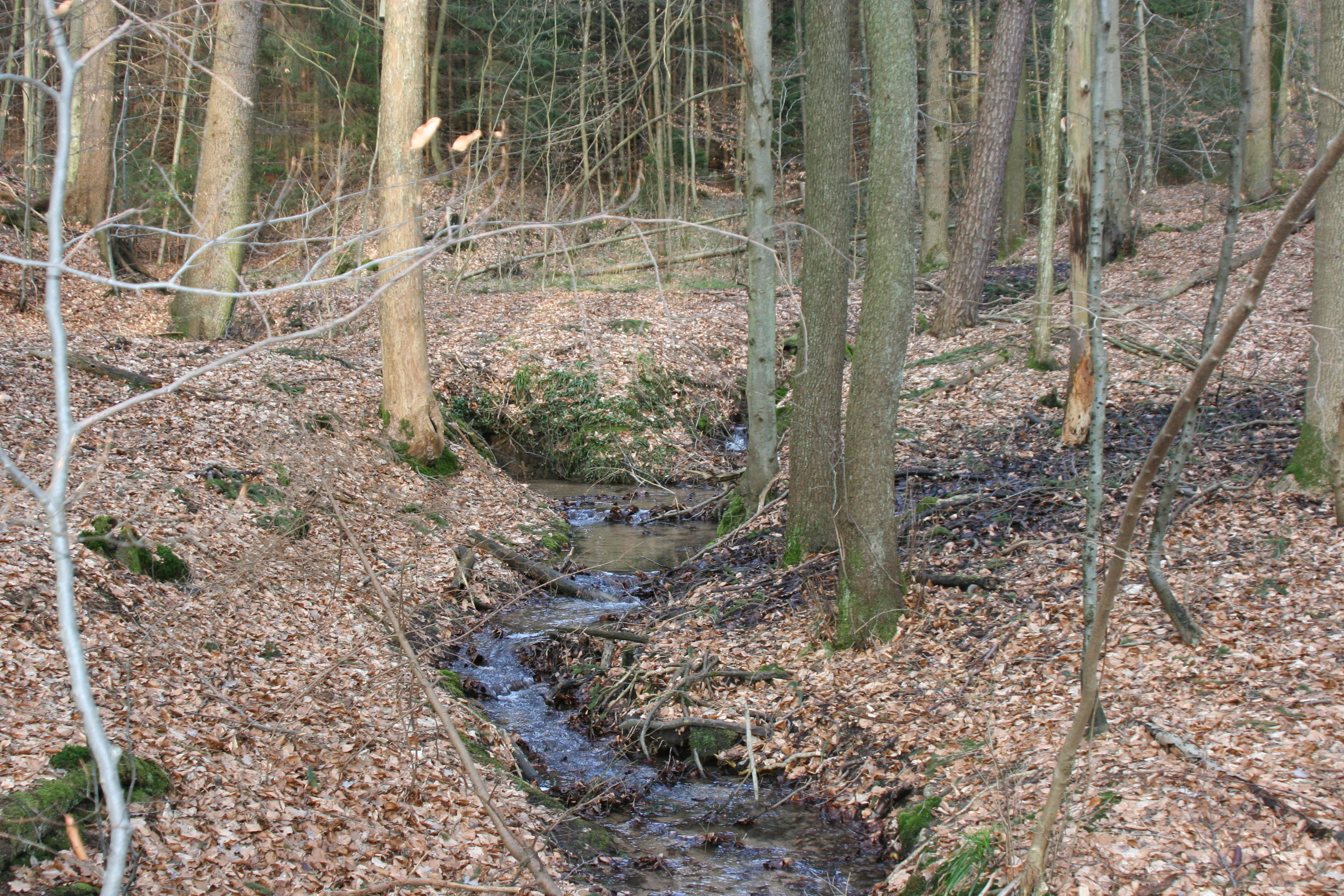
Bach in der Sauklinge

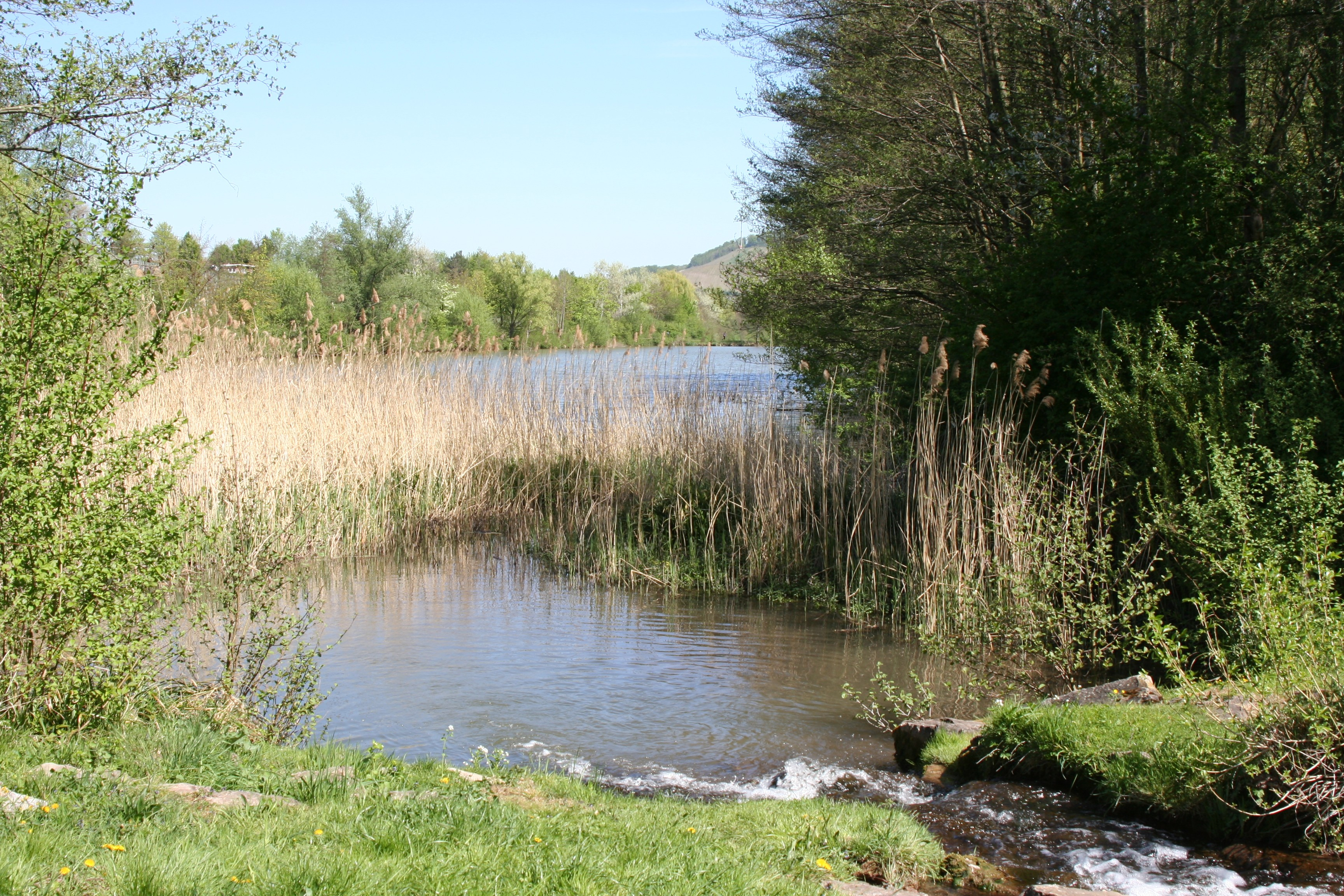
Einmündung der Sulm in den Breitenauer See

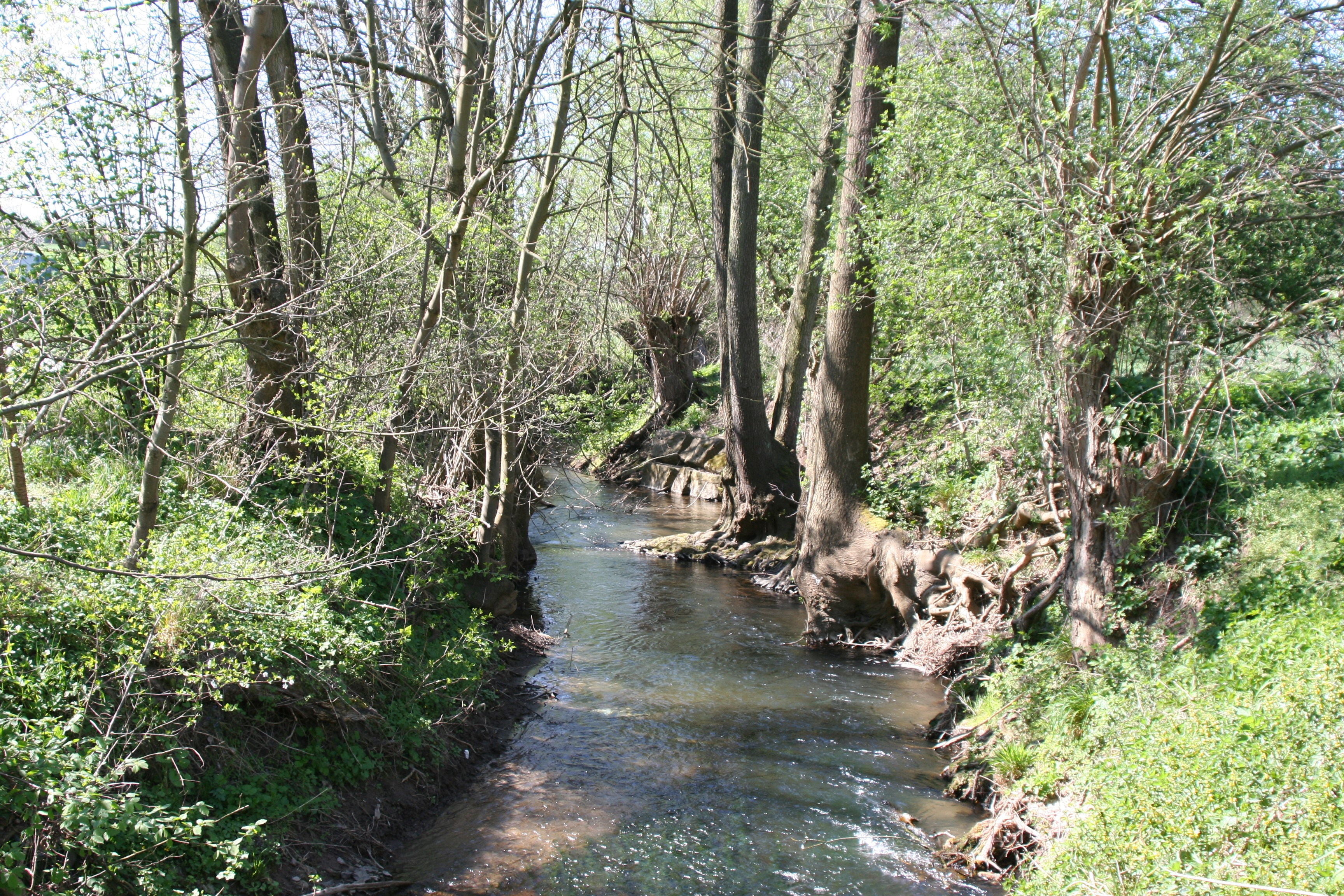
Die Sulm bei Obersulm-Sülzbach

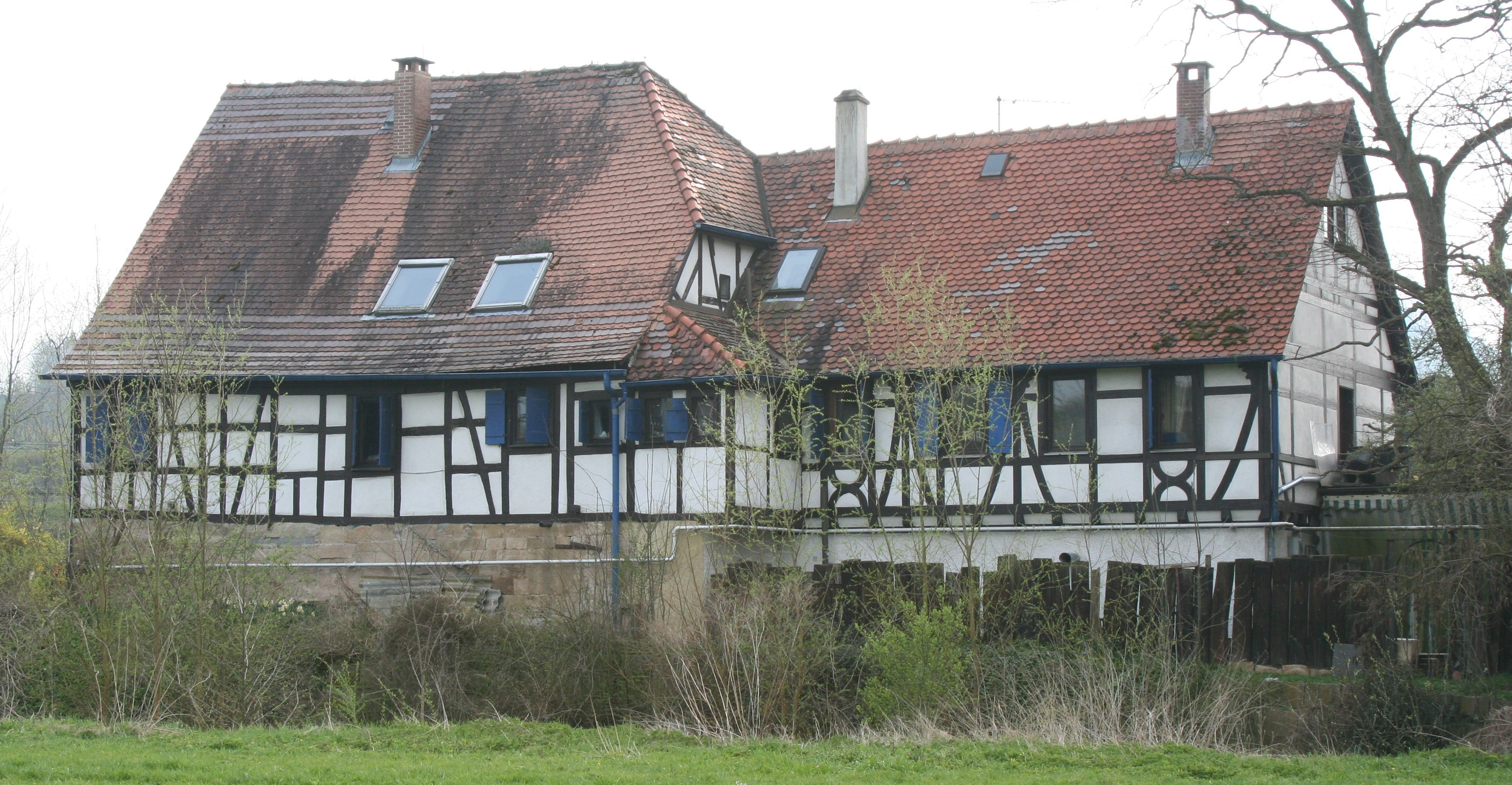
Die Hasenmühle an der Sulm in Weinsberg

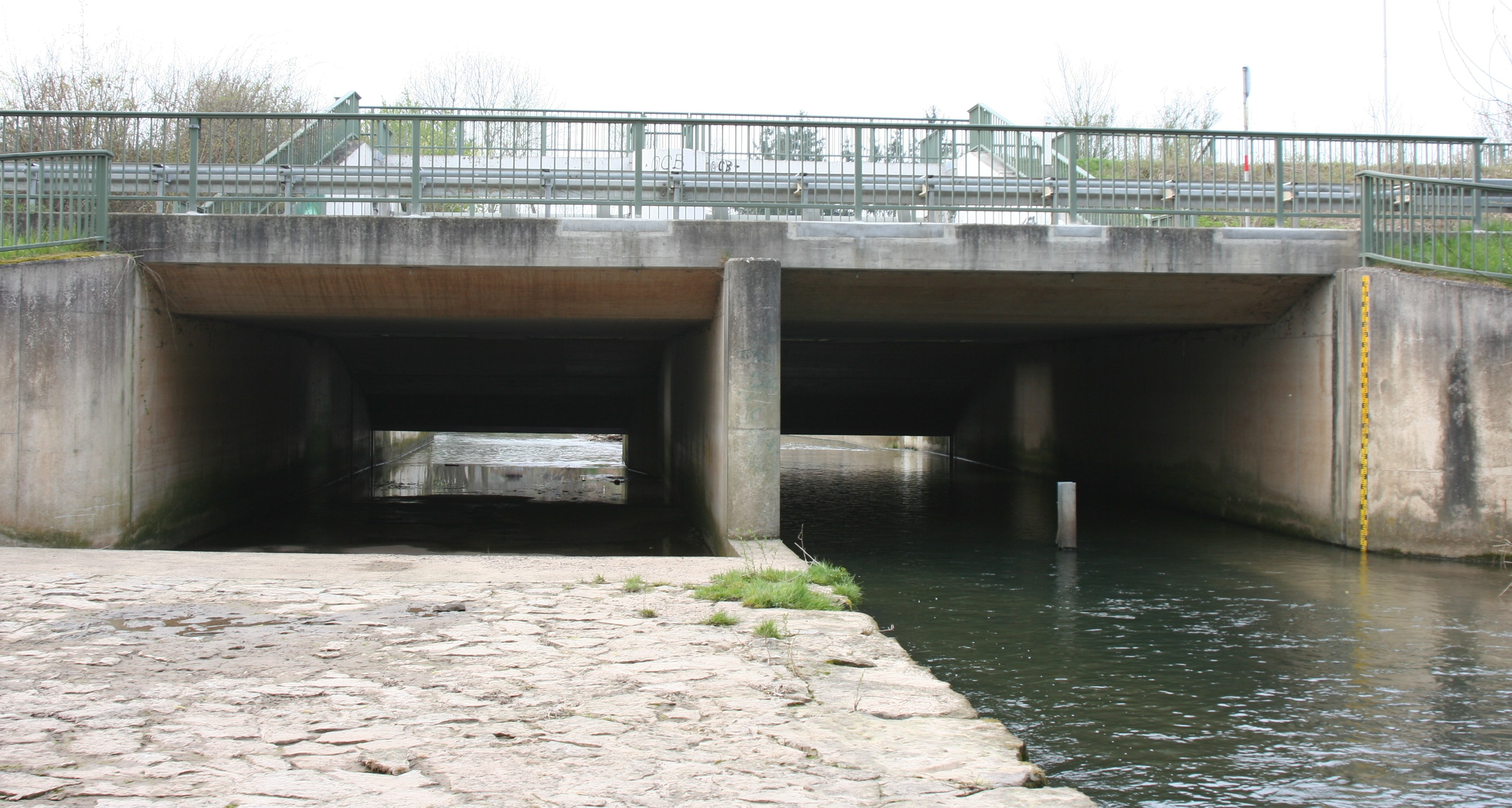
Rückhaltebecken bei Erlenbach

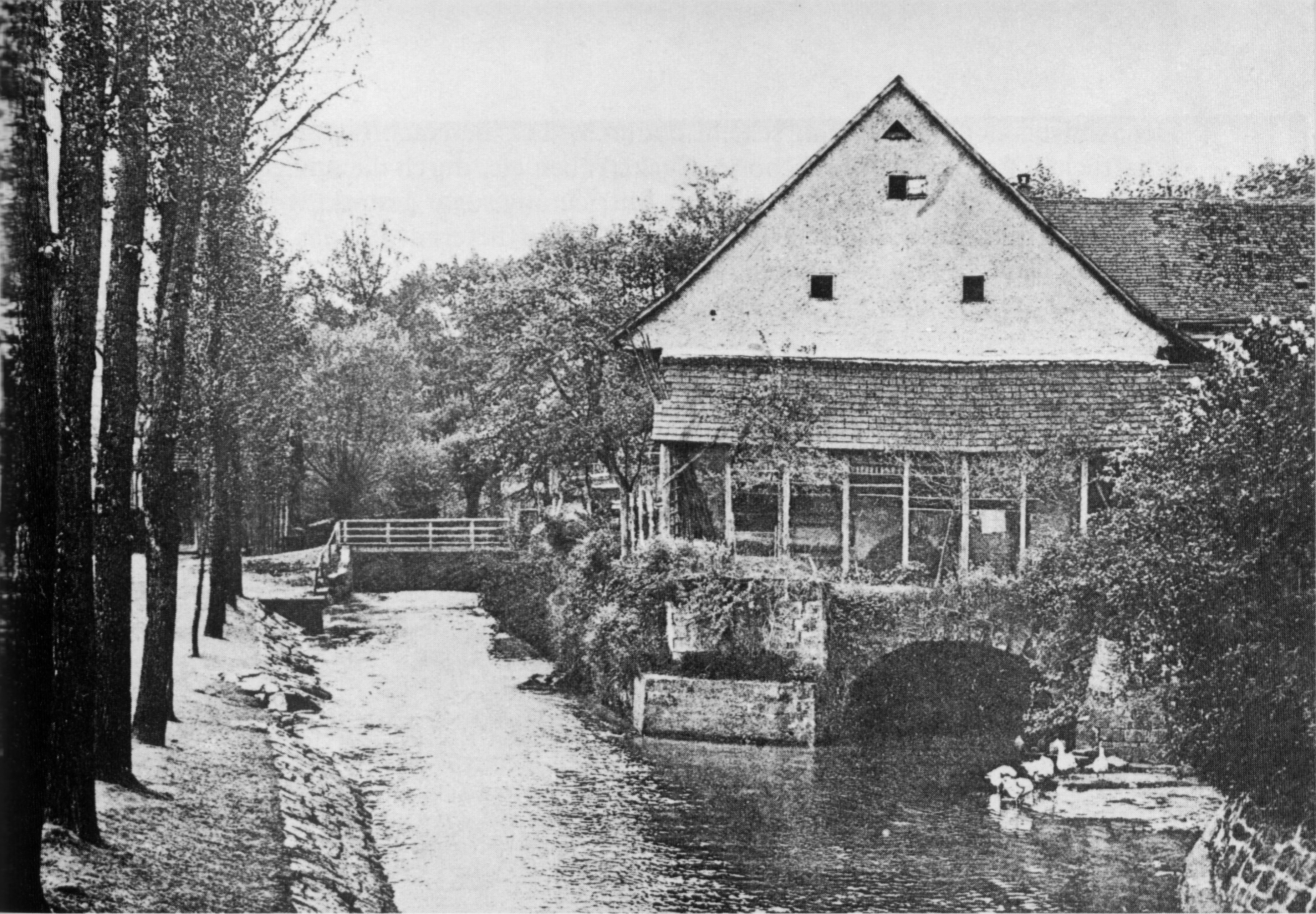
Die Nähermühle in Neckarsulm um 1900

Die frühesten gefundenen Siedlungsspuren im Sulmtal gehen auf die Jungsteinzeit zurück. Zahlreiche Funde in Obersulm-Willsbach legen eine dauerhafte Besiedlung nahe. Für die Römerzeit ist eine Ansiedlung in Weinsberg nachgewiesen; eine Römerstraße zwischen den Limeskastellen in Böckingen und Öhringen verlief durch das Sulmtal. Im Anschluss siedelten Alamannen und Franken im Sulmtal.
Der Name Sulm wird im Jahr 771 mit der Nennung Neckarsulms als villa sulmana in einer Schenkungsurkunde des Klosters Lorsch erstmals urkundlich erwähnt. Er geht wahrscheinlich auf eine Ablautbildung (Schwundstufe) des altgermanischen Verbs swellan zurück, das (an)schwellen, aufwallen bedeutet.
Über Jahrhunderte war der nicht schiffbare Fluss vor allem als Antriebsquelle für Mühlen wichtig; von Löwenstein bis Neckarsulm standen an der Sulm und ihren Zuflüssen über 20 Mühlen. Da die Müller oft das Recht hatten, Teiche anzulegen, legten sie neben den eigentlichen Mühlteichen manchmal auch für die Fischzucht genutzte Teiche an, die teilweise noch bestehen. Mühlkanäle sorgten für das nötige Gefälle zum Betrieb der Mühlen. Teilweise noch erhalten, wenn auch weitgehend trockengelegt, ist der Mühlkanal der Affaltracher Mühle; der über 1,8 km lange Mühlkanal der Willsbacher Mühle mit einem Gefälle von 4,5 m wurde 1963 stillgelegt und 1972 zugeschüttet. In einer der Neckarsulmer Mühlen an der Sulm, der Brunnerschen Säge- und Gipsmühle, siedelte sich 1880 die Mechanische Werkstätte für Strickmaschinen an, die die Wasserkraft der Sulm als Betriebskraft nutzte und aus der die spätere Firma NSU Motorenwerke hervorging.
Im Schnitt der Jahre 1980 bis 2003 führte die Sulm am Pegel Erlenbach 920 l/s Wasser; bei einem Hochwasser wurden am 18. Juni 1978 (vor den Hochwasserschutzmaßnahmen im oberen Sulmtal) annähernd 60.000 l/s erreicht. Die regelmäßigen Hochwasser wurden durch die zunehmende Versiegelung des Bodens verstärkt und zum Problem für die in Neckarsulm zwischen Sulm und Neckar angesiedelte Industrie. Nach zwei Hochwassern im Februar und Mai 1970, die das Werksgelände des für Neckarsulm und das Umland sehr wichtigen Unternehmens Audi NSU überschwemmten und zu einem 14-tägigen Produktionsausfall führten, beschloss die baden-württembergische Landesregierung, den Hochwasserschutz im Sulmtal voranzutreiben.

## Wasserverband Sulm
Um die Arbeitsplätze zu sichern, wurde 1973 der Wasserverband Sulm mit Sitz in Weinsberg gegründet, dem der Landkreis Heilbronn, die Stadt Heilbronn und alle Städte und Gemeinden an der Sulm und ihren Zuflüssen (einschließlich Bad Friedrichshall, Bretzfeld, Eberstadt, Lehrensteinsfeld und Oedheim) angehören. Schon früher erstellte Pläne, die Sulm in Neckarsulm zu verdolen, wurden 1973 bis 1975 ausgeführt. Im Osten Neckarsulms, an der Gemarkungsgrenze zu Erlenbach, wurde bis November 1974 ein Rückhaltebecken errichtet. Die Sulm wurde im Neckarsulmer Stadtgebiet auf 2,6 km Länge verlegt und verdolt, verläuft also bis zur Unterquerung des Neckarkanals seitdem unterirdisch. Als zentrales Hochwasserrückhaltebecken im Sulmtal wurde 1975 bis 1980 der Breitenauer See angelegt. Weitere Rückhaltebecken an der Sulm und ihren wichtigsten Zuflüssen wurden in den folgenden Jahrzehnten bis zum Beginn des 21. Jahrhunderts errichtet. Hochwasserschäden konnten seitdem weitgehend vermieden werden, so bei einem Starkregen mit bis zu 86,4 l/m² am 5. Juli 2006. – Insgesamt sind 17 Becken geplant; bis 2009 waren 15 davon fertiggestellt. 1973 wurden die Kosten für die Realisierung des Hochwasserschutzes auf 10,2 Mio. Euro geschätzt. Nach derzeitigem Stand betragen die Gesamtkosten ca. 36 Mio. Euro.
Alle Hochwasserrückhaltebecken (HRB) haben Erddämme und das Gewässer, vor dessen Hochwasser sie schützen sollen, wird bei allen dauerhaft durchs Becken geführt (Hauptschluss). Ausgenommen nur am HRB Hölzern und HRB Lennach, die beide zu den früh erbauten und kleinen Becken zählen, wird der Abfluss überall gesteuert. Der Breitenauer See mit seinem großen Dauereinstau dient auch Freizeitzwecken. Das HRB Neckarsulm wird von der Stadt Neckarsulm unterhalten. Geplant sind noch die HRB Hängelbach und Amorbach in Neckarsulm und Bad Friedrichshall.
| Name | Lage | Lage | Lage          | Gestautes Gewässer und Abfluss                | Stauraum in m3 | Stauraum in m3 | EZG       | Staufläche | Staufläche | Dammhöhe | Baujahr |
| |      |      | Ort           |                                               | Max.           | Dauer          |           | Max.       | Dauer      |          |         |
| --- | ---- | ---- | ------------- | --------------------------------------------- | -------------- | -------------- | --------- | ---------- | ---------- | -------- | ------- |
| Breitenauer See | ⊙    | bei  | Weiler OS     | Sulm                                          | 3.173.000      | 2.329.000      | 008,3 km2 | ?          | 39,9 ha    | 25,15 m  | 1985    |
| HRB Nonnenbach | ⊙    | bei  | Weiler OS     | Nonnenbach → Schlierbach → Sulm               | 0.008.000      | 0.002.000      | 004,2 km2 | ?          | 00,6 ha    | 04,48 m  | 1985    |
| HRB Michelbach I | ⊙    | in   | Eschenau OS   | Michelbach → Sulm                             | 0.015.000      | –              | 001,5 km2 | ?          | –          | 06,46 m  | 2004    |
| HRB Wilhelmsbach | ⊙    | vor  | Eschenau OS   | Wilhelmsbach → Michelbach → Sulm              | 0.234.000      | 0.018.000      | 003,7 km2 | ?          | 01,2 ha    | 11,90 m  | 1979    |
| HRB Michelbach II | ⊙    | vor  | Affaltrach OS | Michelbach → Sulm                             | 0.256.000      | –              | 008,0 km2 | ?          | –          | 11,00 m  | 2004    |
| HRB Hambach | ⊙    | bei  | Neuhaus OS    | Hößlinsülzer Bach → Hambach → Sulm            | 0.171.000      | –              | 003,6 km2 | ?          | –          | 10,20 m  | 2003    |
| HRB Aubach | ⊙    | bei  | Neuhaus OS    | Aubach → Hambach → Sulm                       | 0.086.000      | –              | 002,9 km2 | ?          | –          | 10,20 m  | 2001    |
| HRB Seebächle | ⊙    | vor  | Willsbach OS  | Seebächle → Sulm                              | 0.172.000      | –              | 003,1 km2 | ?          | –          | 13,30 m  | 2006    |
| HRB Sülzbach | ⊙    | vor  | Sülzbach OS   | Sülzbach → Sulm                               | 0.235.000      | –              | 004,6 km2 | ?          | –          | 11,60 m  | 2008    |
| HRB Ellbach | ⊙    | vor  | Ellhofen      | Ellbach → Sulm                                | 0.160.000      | –              | 007,6 km2 | ?          | –          | 11,16 m  | 1997    |
| HRB Hölzern | ⊙    | vor  | Hölzern ES    | Klingenbach → Eberbach → Sulm                 | 0.015.000      | 0.008.000      | 001,9 km2 | ?          | 00,5 ha    | 07,00 m  | 1978    |
| HRB Lennach | ⊙    | vor  | Lennach ES    | Lennacher Bach → Schmalbach → Eberbach → Sulm | 0.016.000      | 0.006.000      | 001,0 km2 | ?          | 00,5 ha    | 06,20 m  | 1978    |
| HRB Weißenhof | ⊙    | vor  | Erlenbach     | Sulm                                          | 0.571.000      | –              | 082,4 km2 | ?          | –          | 06,80 m  | 1989    |
| HRB Stadtseebach | ⊙    | vor  | Weinsberg     | Saubach/Stadtseebach → Sulm                   | 0.195.000      | –              | 004,6 km2 | ?          | –          | 09,76 m  | 1999    |
| HRB Erlenbach | ⊙    | vor  | Erlenbach     | Erlenbach → Sulm                              | 0.231.000      | –              | 004,4 km2 | ?          | –          | 11,15 m  | 1962    |
| HRB Neckarsulm | ⊙    | vor  | Neckarsulm    | Sulm                                          | 0.910.000      | –              | 107,7 km2 | ?          | –          | 10,28 m  | 1975    |
| HRB Attichsbach | ⊙    | bei  | Hasenmühle BF | Attichsbach → Sulm                            | 0.010.000      | –              | 004,5 km2 | ?          | –          | 04,87 m  | 2000    |
| Angaben zu Stauraum, Dammhöhe und Baujahr und zur gewöhnlichen Fläche der dauereingestauten Becken jeweils nach der amtlichen Gewässerkarte. Rückhaltebecken mit Eintrag „–“ in der Spalte für den Dauerstauraum sind gewöhnlich wasserlos. Die Einzugsgebiete wurden auf ihr abgemessen, unter weitestmöglicher Übernahme der Flächenwerte für die hierfür nicht zu zerschneidenden Teileinzugsgebiete. BF – Stadt Bad Friedrichshall; ES – Gemeinde Eberstadt; OS –Gemeinde Obersulm; alle anderen genannten Orte sind selbst Gemeinden oder Städte. |      |      |               |                                               |                |                |           |            |            |          |         |

## Umwelt

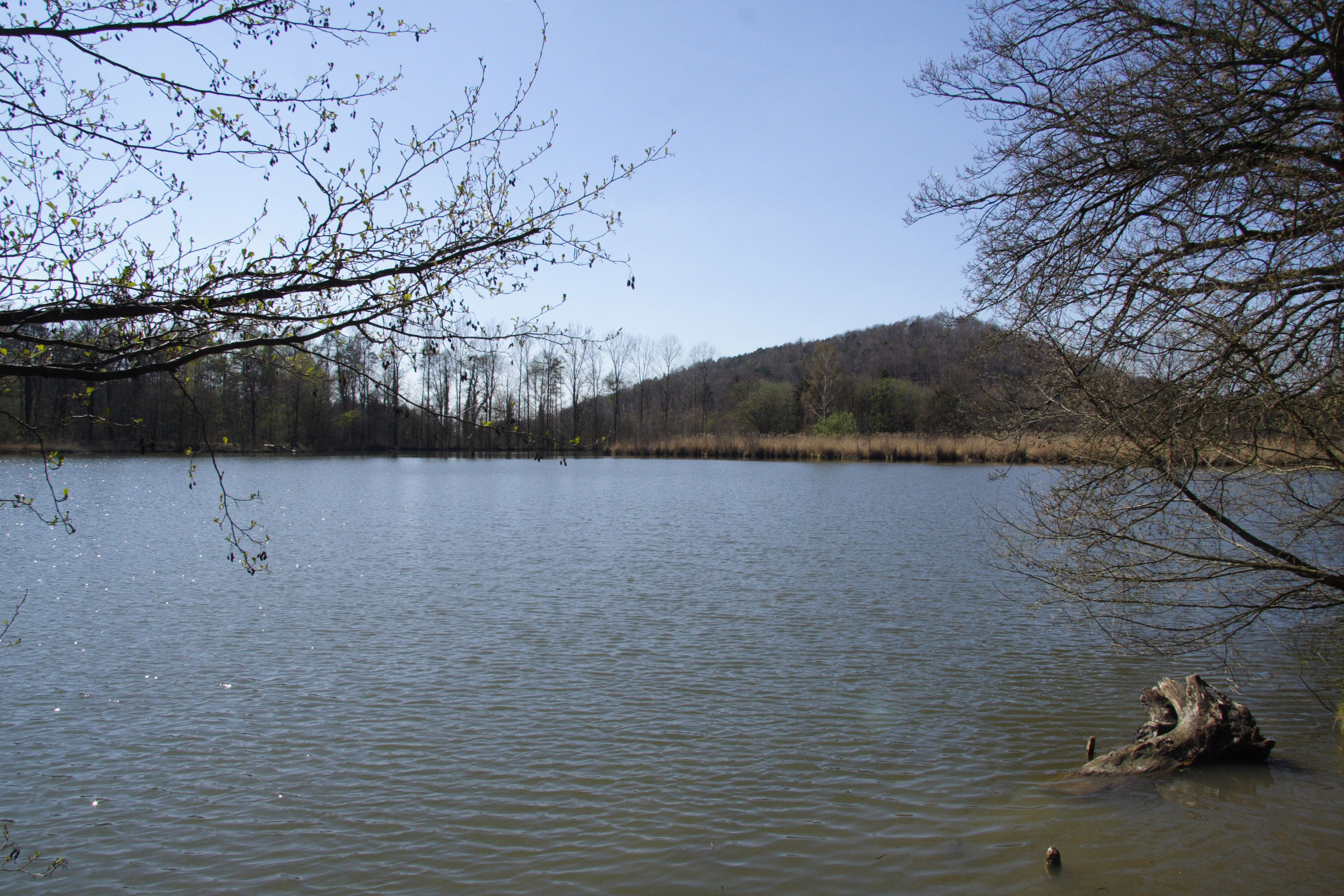
Der Bleichsee

Vor allem im Unterlauf ist die Sulm stark begradigt oder verdolt, was für den Oberlauf nicht so sehr gilt. Aber auch dort wurde beispielsweise in Willsbach 1950 die Sulm „reguliert“; 1963 wurde in Affaltrach der Zufluss Michelbach wegen „Geruchsbelästigung … durch das stark verunreinigte Wasser des Michelbachs aus Eschenau“ verdolt. Morphologisch wird die Sulm in fast ihrem gesamten Verlauf als beeinträchtigt oder naturfern beurteilt. Die biologische Gewässergüte wird 2004 als mäßig belastet (Güteklasse II), unmittelbar beim Ursprung als gering belastet (Güteklasse I–II) eingestuft.
Das obere Sulmtal ist seit 1979 als Landschaftsschutzgebiet Oberes Sulmtal mit Randhöhen (Nr. 1.25.029) ausgewiesen und liegt im Naturpark Schwäbisch-Fränkischer Wald. Der Bleichsee am Oberlauf der Sulm, seit 1978 ebenfalls Landschaftsschutzgebiet (Nr. 1.25.030), ist eines der bedeutendsten Amphibienlaichgebiete im Landkreis Heilbronn. Am künstlich angelegten Breitenauer See wurde der Natur breiter Raum gegeben, Teile des Sees sind für die menschliche Nutzung gesperrt, Flachwasserbereiche wurden zur Nutzung als Fischlaichplätze aufgeschüttet. Über 100.000 Bäume, Büsche und Sträucher wurden gepflanzt, die den ungefähr 140 zum Teil seltenen Vogelarten, die dort schon beobachtet werden konnten, als Lebensraum dienen.

### LUBW
Amtliche Online-Gewässerkarte mit passendem Ausschnitt und den hier benutzten Layern: Lauf und Einzugsgebiet der Sulm

Allgemeiner Einstieg ohne Voreinstellungen und Layer: Daten- und Kartendienst der Landesanstalt für Umwelt Baden-Württemberg (LUBW) (Hinweise)
1. ↑  Höhe nach dem Höhenlinienbild auf dem Hintergrundlayer Topographische Karte.
2. ↑  Höhe nach schwarzer Beschriftung auf dem Hintergrundlayer Topographische Karte.
3. 1 2 3  Länge nach dem Layer Gewässernetz (AWGN).
4. ↑  Einzugsgebiet nach dem Layer Aggregierte Gebiete 05.
5. 1 2  Seefläche nach dem Layer Stehende Gewässer.
6. ↑  Fließgewässertypus nach dem einschlägigen Layer.
7. 1 2  Einzugsgebiet nach dem Layer Basiseinzugsgebiet (AWGN).
8. 1 2  Einzugsgebiet abgemessen auf dem Hintergrundlayer Topographische Karte.
9. ↑  Einzugsgebiet aufsummiert aus den Teileinzugsgebieten nach dem Layer Basiseinzugsgebiet (AWGN).
10. ↑  Stauanlagen nach dem einschlägigen Layer.

### Andere Belege
1. 1 2  Josef Schmithüsen: Geographische Landesaufnahme: Die naturräumlichen Einheiten auf Blatt 161 Karlsruhe. Bundesanstalt für Landeskunde, Bad Godesberg 1952. → Online-Karte (PDF; 5,1 MB)
2. 1 2  Wolf-Dieter Sick: Geographische Landesaufnahme: Die naturräumlichen Einheiten auf Blatt 162 Rothenburg o. d. Tauber. Bundesanstalt für Landeskunde, Bad Godesberg 1962. → Online-Karte (PDF; 4,7 MB)
3. ↑  Hochwasservorhersagezentrale, Landesanstalt für Umwelt Baden-Württemberg (Übernommen am 24. Juli 2018)
4. ↑  Quelle für die Wasserführung unterhalb des Breitenauer Sees bis Schlierbach-Einmündung: TK 25, Mitteilung des Wasserverbands Sulm per E-Mail vom 30. Juli 2007 und eigene Beobachtungen.
5. ↑  Dieter Berger: Geographische Namen in Deutschland. 2. Auflage. Dudenverlag, Mannheim (u. a.) 1999 (Duden-Taschenbücher, 25), ISBN 3-411-06252-5. S. 209 und 257.
6. ↑  Stammdaten des Pegels Erlenbach (Memento des Originals vom 29. September 2007 im Internet Archive)  Info: Der Archivlink wurde automatisch eingesetzt und noch nicht geprüft. Bitte prüfe Original- und Archivlink gemäß Anleitung und entferne dann diesen Hinweis. bei der Hochwasser-Vorhersage-Zentrale der Landesanstalt für Umwelt, Messungen und Naturschutz Baden-Württemberg.
7. ↑  Wasserverband Sulm bei service-bw.de (Memento des Originals vom 9. Oktober 2007 im Internet Archive)  Info: Der Archivlink wurde automatisch eingesetzt und noch nicht geprüft. Bitte prüfe Original- und Archivlink gemäß Anleitung und entferne dann diesen Hinweis. (mit Schreibfehlern).
8. ↑  Größere Hochwasserschäden konnten vermieden werden (Memento des Originals vom 7. September 2012 im Webarchiv archive.today)  Info: Der Archivlink wurde automatisch eingesetzt und noch nicht geprüft. Bitte prüfe Original- und Archivlink gemäß Anleitung und entferne dann diesen Hinweis.. Pressemitteilung 27/2006 der Gemeinde Obersulm vom 13. Juli 2006.
9. ↑  15. Hochwasserrückhaltebecken (HRB) des Wasserverbandes Sulm eingeweiht (Seite nicht mehr abrufbar, festgestellt im Mai 2019. Suche in Webarchiven)  Info: Der Link wurde automatisch als defekt markiert. Bitte prüfe den Link gemäß Anleitung und entferne dann diesen Hinweis.. Pressemitteilung des Regierungspräsidiums Stuttgart vom 16. Juli 2009.
10. ↑  Obersulm. Sechs Dörfer – eine Gemeinde. Gemeinde Obersulm, Obersulm 1997. S. 396–397.
11. ↑  Umweltbericht 2000 / Landkreis Heilbronn (Memento des Originals vom 16. November 2006 im Internet Archive)  Info: Der Archivlink wurde automatisch eingesetzt und noch nicht geprüft. Bitte prüfe Original- und Archivlink gemäß Anleitung und entferne dann diesen Hinweis.. Landratsamt Heilbronn, Heilbronn 2000. (PDF, Stand 1999). Karte S. 82.
12. ↑  Biologische Gewässergütekarte. Abbildung der Gewässergütekarte 2004, Fließgewässer mit Farbcodierung.
13. 1 2  Verzeichnis der Natur- und Landschaftsschutzgebiete (Memento des Originals vom 27. Oktober 2005 im Internet Archive)  Info: Der Archivlink wurde automatisch eingesetzt und noch nicht geprüft. Bitte prüfe Original- und Archivlink gemäß Anleitung und entferne dann diesen Hinweis. der Landesanstalt für Umweltschutz, Messungen und Naturschutz Baden-Württemberg (abgerufen am 28. Juli 2007).
14. ↑  Obersulm. Sechs Dörfer – eine Gemeinde. Gemeinde Obersulm, Obersulm 1997, S. 430.